# Etropole
Etropole (bulharsky Етрополе) je město ležící ve středním Bulharsku, v Etropolské kotlině na severních svazích Staré planiny. Je správním střediskem stejnojmenné obštiny a má zhruba 10 tisíc obyvatel.

## Historie
Vznik sídla je datován do 7. nebo 6. století př. n. l. ve spojitosti s thráckým osídlením údolí vedoucích k průsmykům ve Staré planině. Traduje se, že zde Thrákové v roce 339 př. n. l. přepadli makedonského krále Filipa II. na jeho návratu z tažení proti Skythům, ranili ho a zmocnili se jeho kořisti. Vykopávky obsahující množství řeckých a makedonských mincí svědčí o existenci významného trhového sídliště na křižovatce tehdejších obchodních cest.
Během první a druhé Bulharské říše bylo sídlo významným producentem železa, mědi a zlata. V roce 1158 byl založen nedaleký Etropolský klášter. Později zde žili vojnuci, kteří chránili horské průsmyky. V 16. století se zde usídlili Sasové a rozvinuli tu hornictví a zpracování kovů pomocí hamrů. V důsledku toho došlo rozvoji rukodělných řemesel, takže zde bylo v roce 1820 napočítáno 42 rozličných řemesel. Spolu s hospodářskou prosperitou vzkvétal i kulturní život. Ve zdejším klášteře byla v roce 1613 zřízena církevní škola a byly zde pořízeny opisy 76 biblických a bohoslužebných bulharských rukopisů. V letech 1828 a 1830 byly ve městě založeny veřejní školy – nejdříve chlapecká, pak dívčí.
V roce 1865 byla zprovozněna nová silnice ze Sofie na sever, která vedla přes Orhanii, a přesun obchodní trasy měl za následek pokles významu Etropole. Během rusko-turecké války se sem po pádu Plevna soustředila turecká vojska ve snaze bránit Rusům v překročení Staré planiny. Etropole byla osvobozena 24. listopadu 1877 po třídenní bitvě a následně se stala součástí Bulharského knížectví.

## Obyvatelstvo
Ve městě žije 9 913 stálých obyvatel a je zde trvale hlášeno 11 418 obyvatel. Podle sčítání 1. února 2011 bylo národnostní složení následující:
- Bulhaři: 9 636 (97.8 %)
- Romové: 127 (1.3 %)
- Turci: 10 (0.1 %)
- ostatní: 75 (0.8 %)